# Contea di Watauga
La contea di Watauga in inglese Watauga County è una contea dello Stato della Carolina del Nord, negli Stati Uniti. La popolazione al censimento del 2000 era di 42 695 abitanti. Il capoluogo di contea è Boone.